# Henrik Vallø
Henrik Vallø er en dansk kommunalpolitiker og politikommissær. Han repræsenterede fra 2018-2021 Borgerlisten i byrådet i Esbjerg Kommune, som han stiftede efter at bestyrelsen for det Konservative Folkeparti i Esbjerg valgte ikke at genopstille ham forud for et opstillingsmøde i november 2016 forud for Kommunalvalget i Esbjerg Kommune 2017. Borgerlisten blev herefter den først lokalliste, der opnåede valg i Esbjerg Kommune. Tidligere har han været valgt ind i byrådet for Venstre (1997-2009) og Konservative (2009-2016).
I maj 2021 blev han dekoreret som Ridder af Dannebrogsordenen for sit hverv som byrådsmedlem i Esbjerg Kommune.